# Галереї Святого Губерта
Королівські галереї Святого Губерта (фр. Galeries Royales Saint-Hubert, нід. Koninklijke Sint-Hubertusgalerijen) — ансамбль із трьох засклених торгових аркад у центрі Брюсселя, Бельгія. Він складається з Королівської галереї (фр. Galerie du Roi, нідерландська Koningsgalerij), Галерея королеви (фр. Galerie de la Reine, нідерландська Koninginnegalerij) і Галерея принців (фр. Galerie des Princes, нідерландська Prinsengalerij).
Галереї побудовано між 1846 і 1847 роками за проєктом архітектора Жана-П'єра Кльойзенара і передують іншим відомим європейським торговим аркадам 19-го століття, таким як Галерея Віктора Еммануїла II у Мілані та Пасаж у Санкт-Петербурзі. Подібно до них, вони мають подвійні регулярні фасади з далеким походженням із довгого вузького двору Вазарі, схожого на вулицю Уффіці у Флоренції, із заскленими арковими вітринами, розділеними пілястрами, і двома верхніми поверхами, все в італійському стилі Чинквеченто, під арковим склом двосхилий дах із ніжним чавунним каркасом. 1986 року комплекс було визнано історичною пам'яткою.
Галереї розташовані у кварталі між Rue du Marché aux Herbes/Grasmarkt та Rue de la Montagne/Bergstraat на південь і схід — Rue d'Arenberg/Arenbergstraat та Rue de l'Ecuyer/Schildknaapsstraat на півночі та Rue des Dominicains/ Predikherenstraat та Rue des Bouchers/Beenhouwersstraat на захід. Це місце обслуговує центральний вокзал Брюсселя.

## історія
Королівські галереї Святого Губерта спроєктував молодий архітектор Жан-П'єр Кльойзенар, який вирішив змести низку погано освітлених провулків між Rue du Marché aux Herbes/Grasmarkt та Rue Montagne aux Herbes Potagères/Warmoesberg і замінити брудний простір, куди буржуазія майже не заходила, критим торговим пасажем понад 200 м (660 фут) завдовжки. Його ідея, задумана в 1836 році, була остаточно затверджена в лютому 1845 року. Товариство Société des Galeries Saint-Hubert, у якому був зацікавлений банкір Жан-Андре Демо, було засновано влітку того ж року, але дев'ять років знадобилося, щоб уладнати всі права власності, об'єднані правами визначної власності, під час процесу, який змусив одного власника нерухомості померти від інсульту, а перукар, як кажуть, перерізав йому горло, коли сусідній будинок зруйнувався.

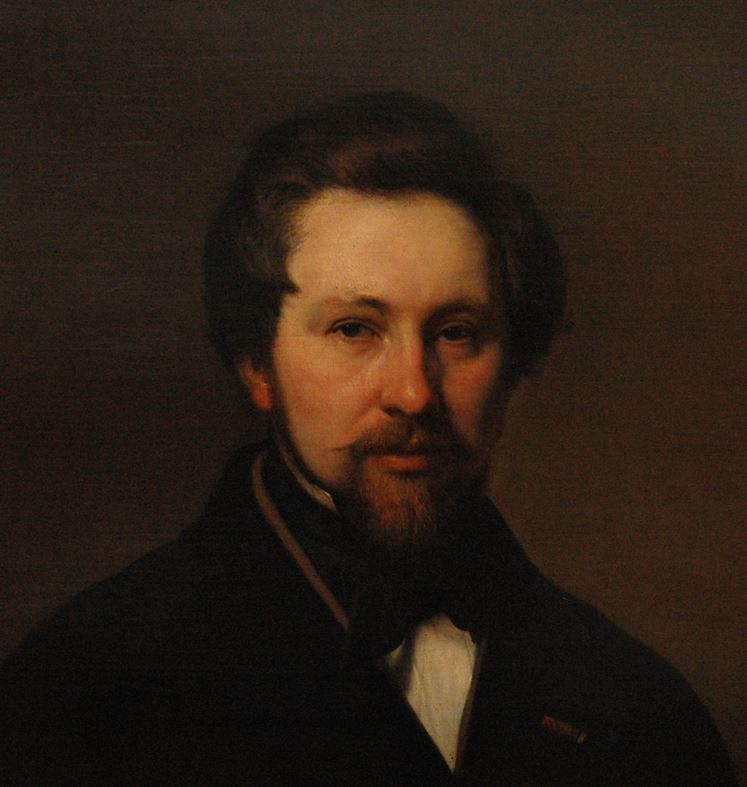
Архітектор Королівської галереї Святого Губерта Жан-П'єр Кльойзенар

Будівництво розпочалося 6 травня 1846 року і тривало тринадцять місяців, а 213-метрів-long (699 фут) пасаж був урочисто відкритий 20 червня 1847 року королем Леопольдом I та двома його синами. У 1845 році Société назвало три частини нового пасажу Galerie du Roi/Koningsgalerij («Галерея Короля»), Galerie de la Reine/ Koninginnegalerij («Галерея королеви») і Galerie des Princes/Prinsengalerij («Княжа галерея»). Ансамбль під назвою Passage Saint-Hubert («Пасаж Святого Губерта») має свою нинішню назву з 1965 року.
Під девізом Omnibus omnia («Усе для всіх»), виставлений на фронтоні схожого на палац фасаду, галереї Святого Губерта миттєво здобули успіх і стали улюбленим місцем зустрічі та прогулянок жителів Брюсселя та туристів. Яскраво освітлені, вони пропонували розкіш кав'ярень на відкритому повітрі в суворому кліматі Брюсселя, в атмосфері роздрібних магазинів класу люкс, які принесли в місто справжнє відчуття європейської столиці. У приміщенні щоденної газети La Chronique 1 березня 1896 року відбувся перший публічний показ рухомих фільмів кінематографістів Люм'єр, щойно після свого першого тріумфу в Парижі.
Театр у Королівській галереї, Королівський театр галерей, за проєктом Кльойзенара відкрили 7 червня 1847 року. Він став одним із трьох королівських театрів Брюсселя, поряд з Королівським театром Ла Монне та Королівським парковим театром, де грають оперети та ревю. Його інтер'єр був перебудований у 1950–51 роках архітектором Paul Bonduelle. Інший театр, Théâtre du Vaudeville, розташований у колишніх приміщеннях Casino des Galeries Saint-Hubert в Галереї Королеви, був урочисто відкритий у 1884 році. У 1939 році Бондюель збудував кінотеатр Cinéma des Galeries, який все ще міститься в Галереї Королеви.

19 листопада 1986 року Королівські галереї були визнані історичною пам'яткою. У 2008 році вони були подані на включення до Світової спадщини та включені до «Попереднього списку» ЮНЕСКО в категорії культурної спадщини. Нині Королівська галерея є домівкою для Музею листів та рукописів, який вшановує найвидатніших чоловіків і жінок мистецтва, історії, музики, гуманітарних наук і науки.

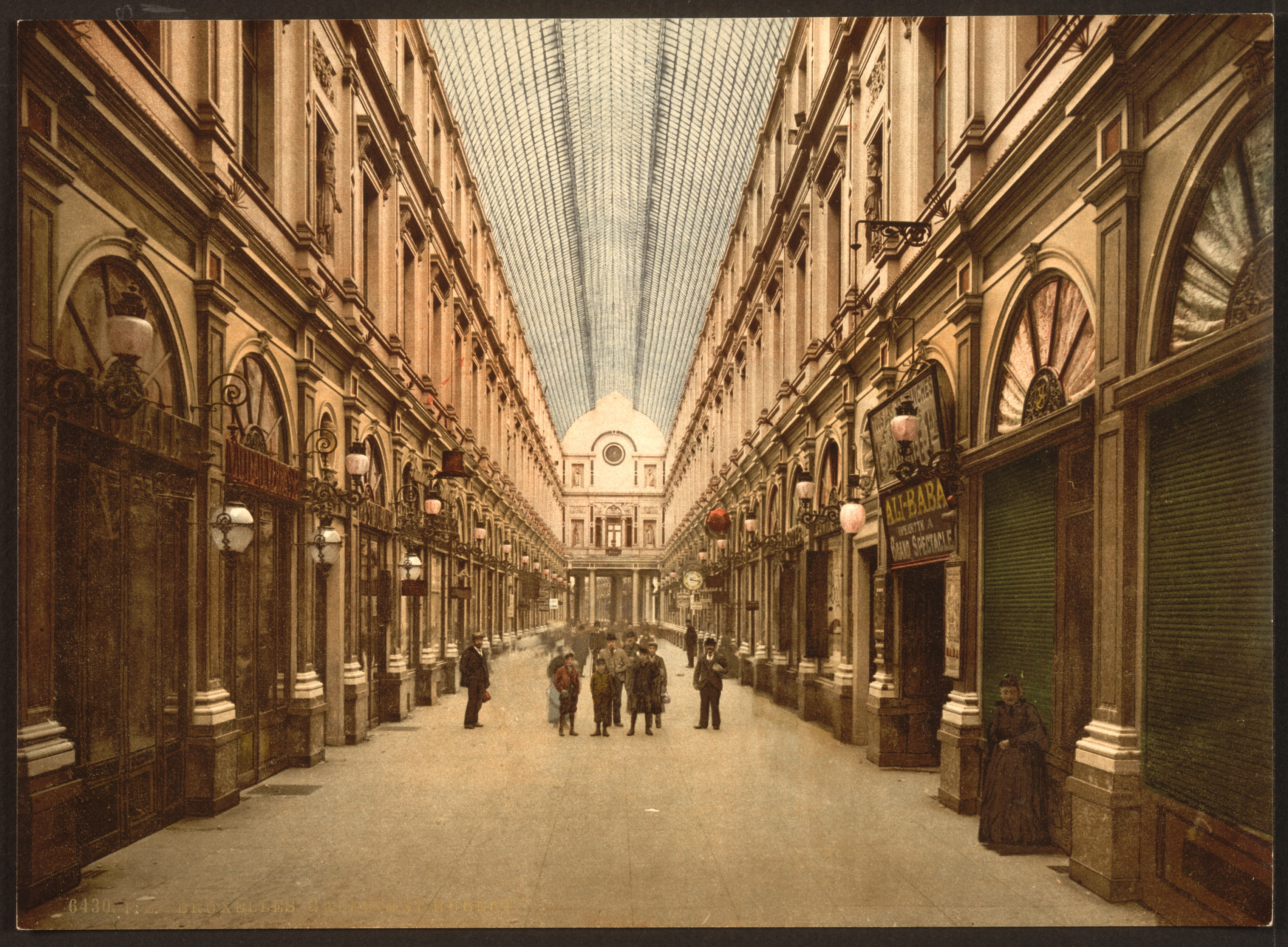
Королівські галереї Святого Губерта (на фото Королівська галерея) наприкінці 19 ст.
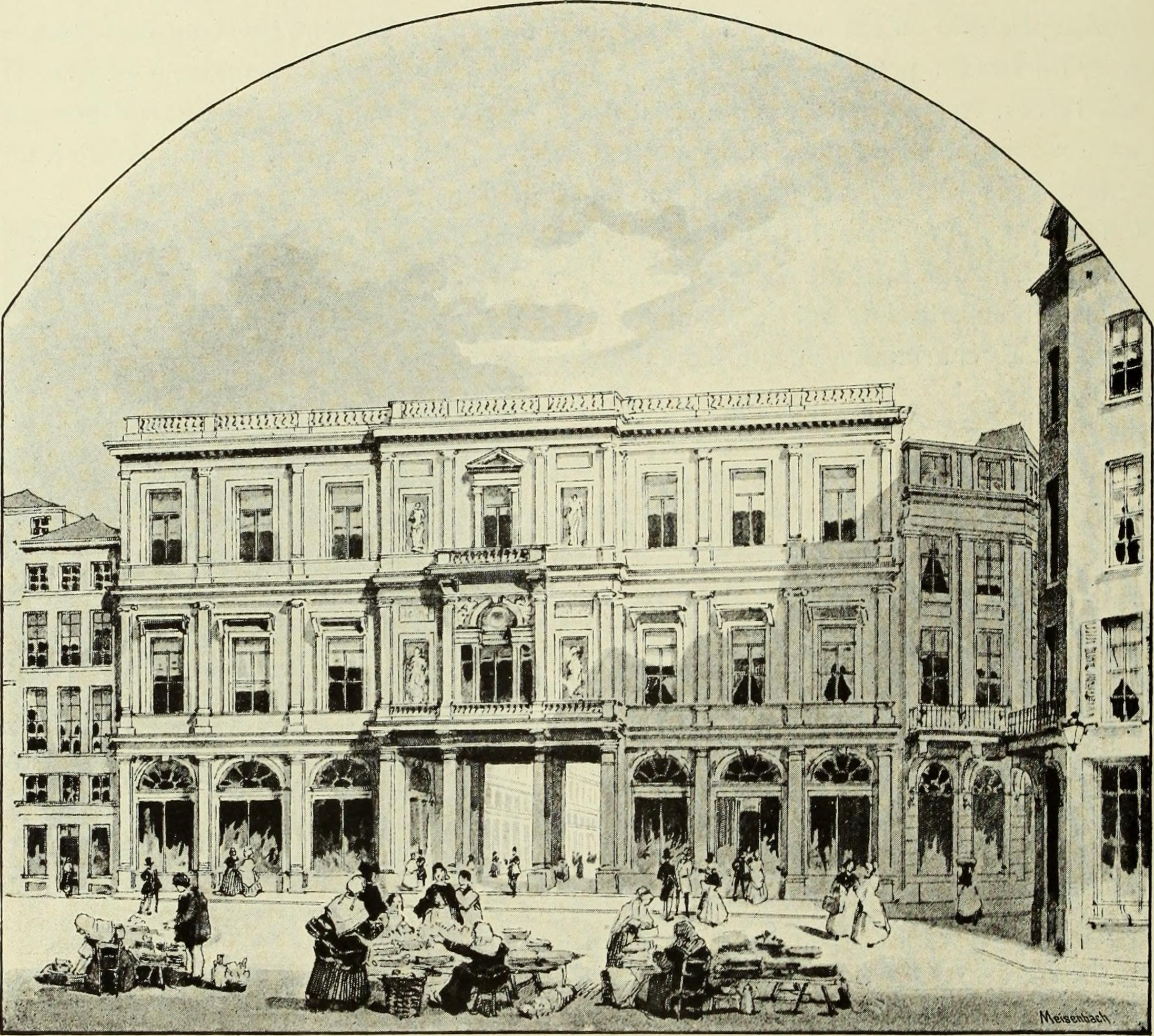
Вид на південний вхід до галереї у 1884 р., зображення з Bruxelles à travers les âges
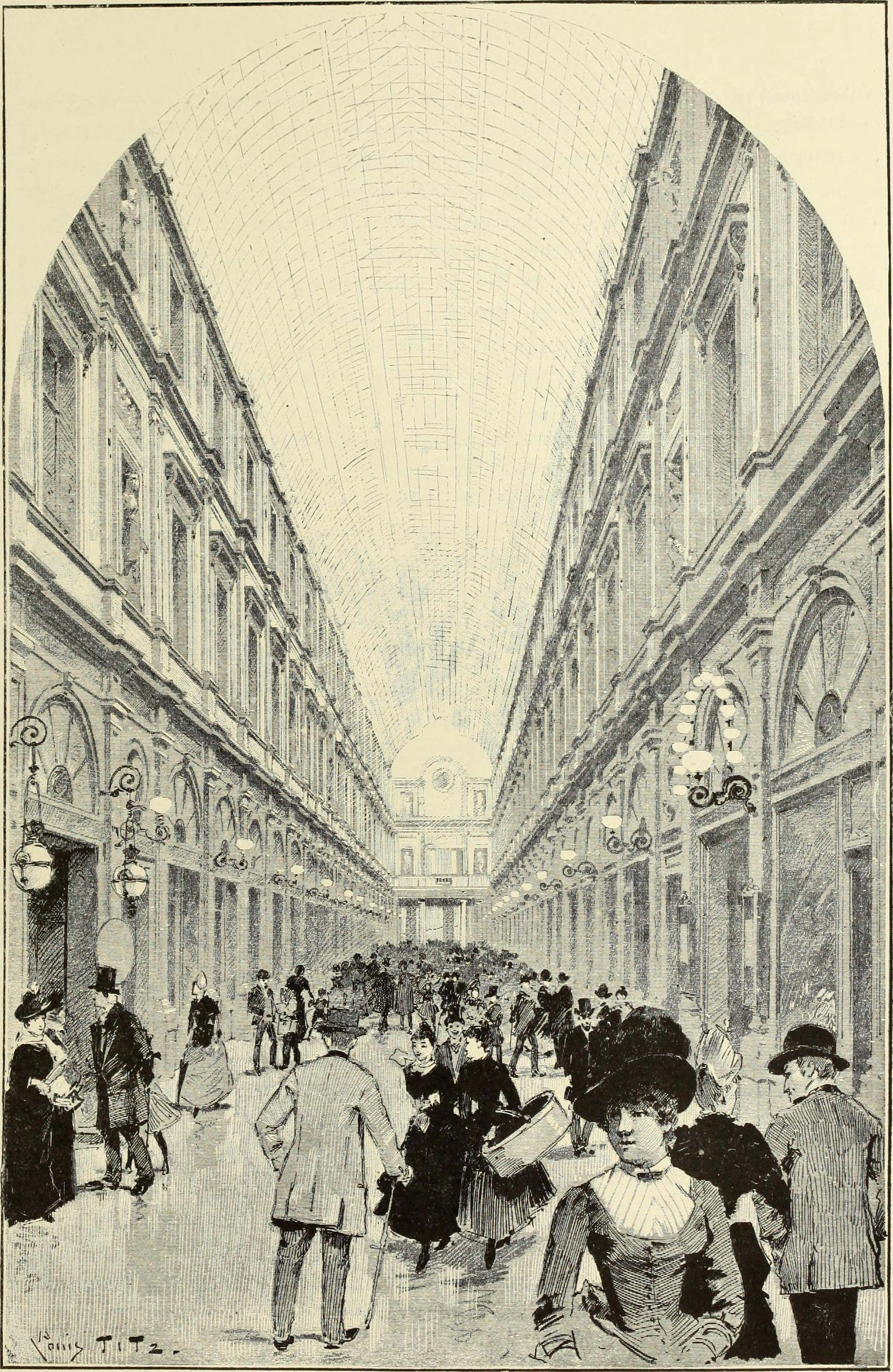
Внутрішній вигляд галереї 1884 р.

## Опис
Королівські галереї складаються з двох великих секцій, кожна завдовжки понад 100 метрів (330 футів) (відповідно називаються Galerie du Roi/Koningsgalerij, що означає «Королівська галерея», і Galerie de la Reine/Koninginnegalerij, що означає «Галерея королеви»), і менша бічна галерея (Galerie des Princes/Prinsengalerij, що означає «Галерея князів»). Головні секції (Королівська та Королевська галереї) розділені перистилем у місці, де Rue des Bouchers/Beenhouwersstraat перетинає галерейний комплекс. У цьому місці спостерігається розрив прямої перспективи галерей. Цей «вигин» був введений цілеспрямовано, щоб зробити перспективу галерей з повторенням арок, пілястр і вікон менш стомлюючою.
- Королівська галерея (фр. Galerie du Roi , нідерландська Koningsgalerij) простягається від вулиці Буше до Rue d'Arenberg/Arenbergstraat і Rue de l'Ecuyer/Schildknaapsstraat.[5] Тут, зокрема, розташований Королівський театр галерей.[16]
- Галерея королеви (фр. Galerie de la Reine, нідерландська Koninginnegalerij), на південь, веде до Rue du Marché aux Herbes/Grasmarkt, біля Гран-Плас/Гроте Маркт (головна площа Брюсселя)[5], а з іншого боку цієї вулиці починається галерея Орта. Найвідоміші магазини тут Delvaux шкіряні вироби та Neuhaus шоколатьє. Тут же міститься ресторан Taverne du Passage.[12]
- Галерея князів (фр. Galerie des Princes, нідерландська Prinsengalerij) розташований перпендикулярно між Королівською галереєю та Rue des Dominicains/Predikherenstraat.[5] Тут розташована книгарня Tropismes.[13]

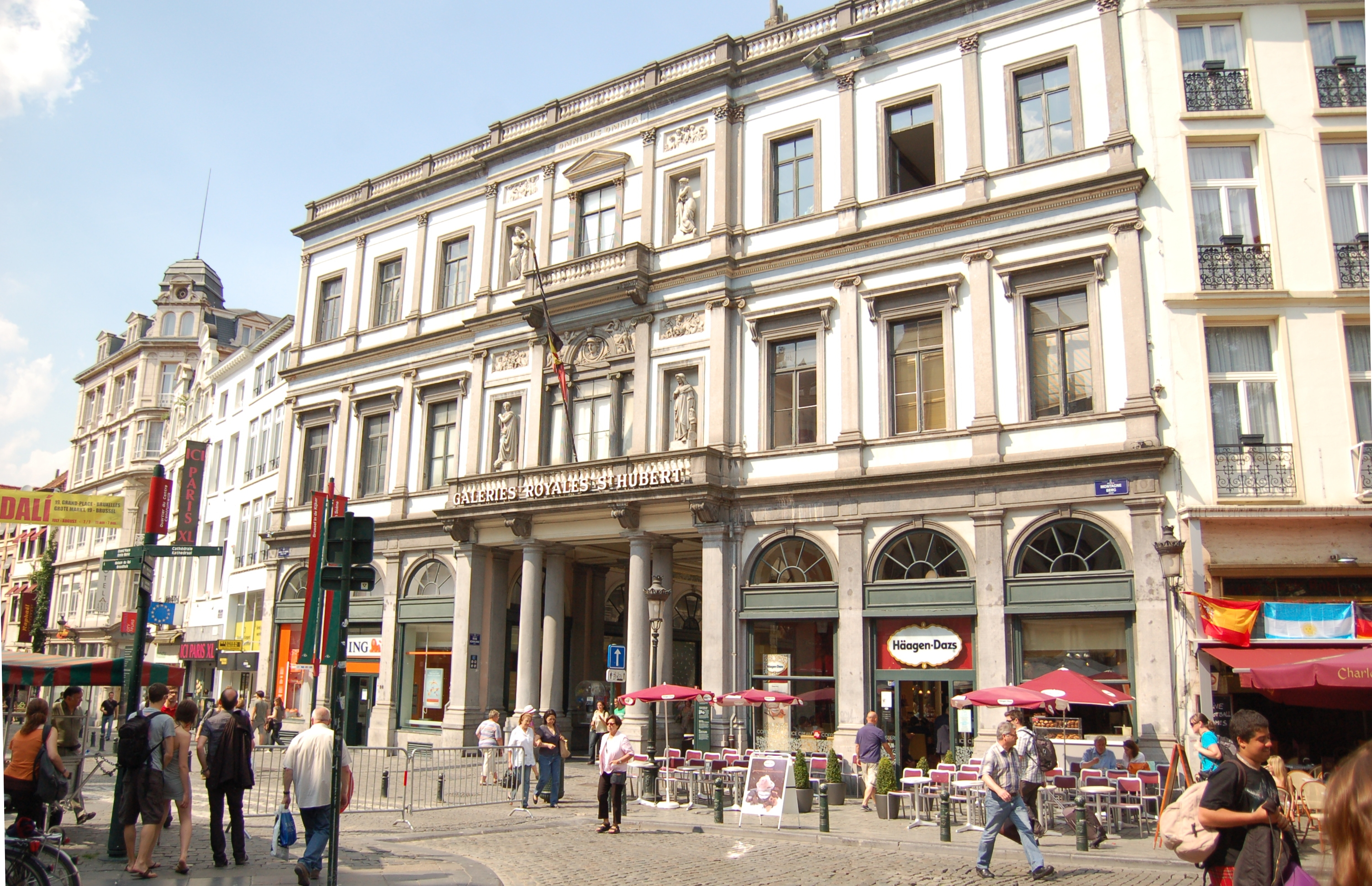
Південний вхід із Rue du Marché aux Herbes/Grasmarkt
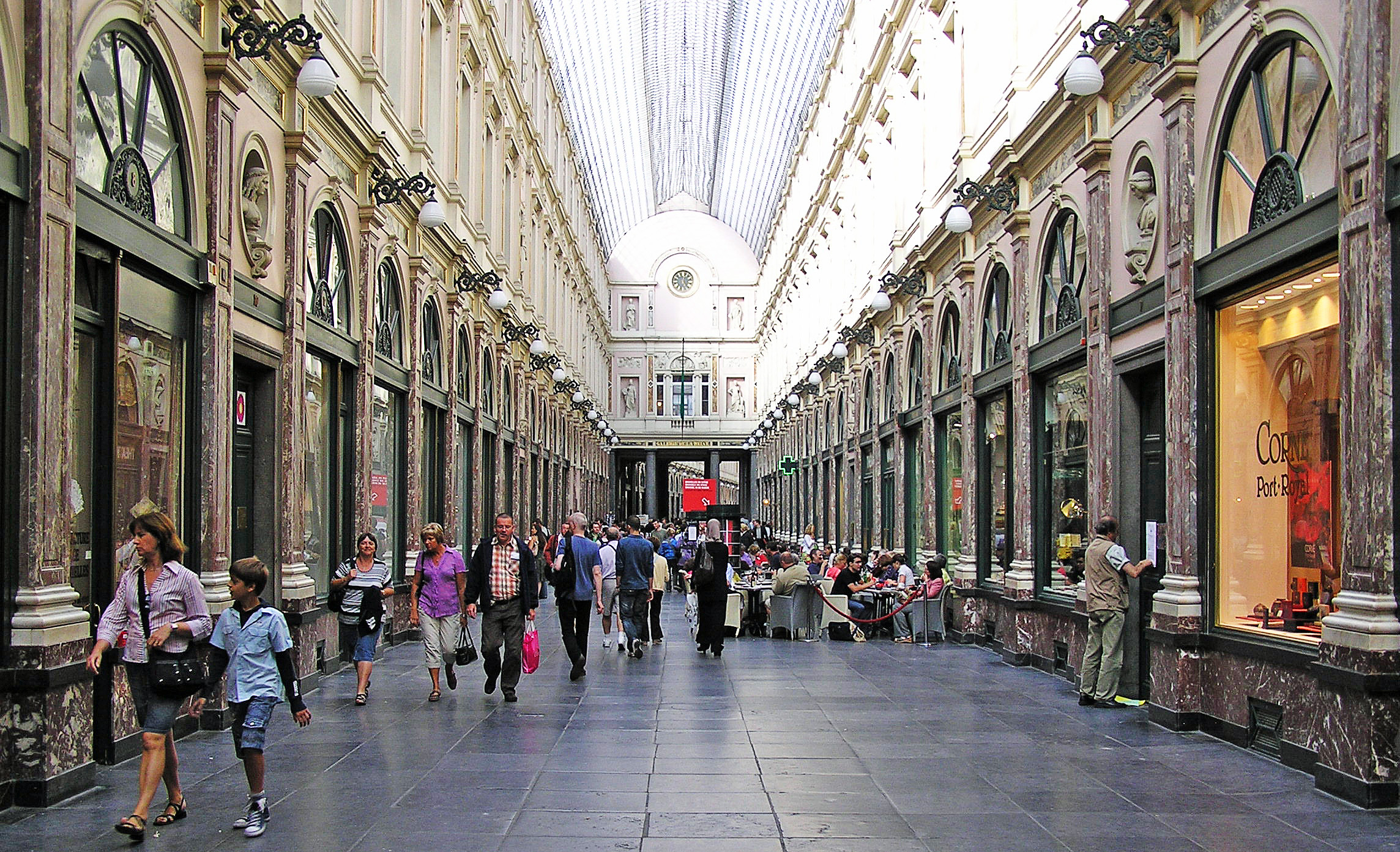
Загальний вигляд Галереї короля
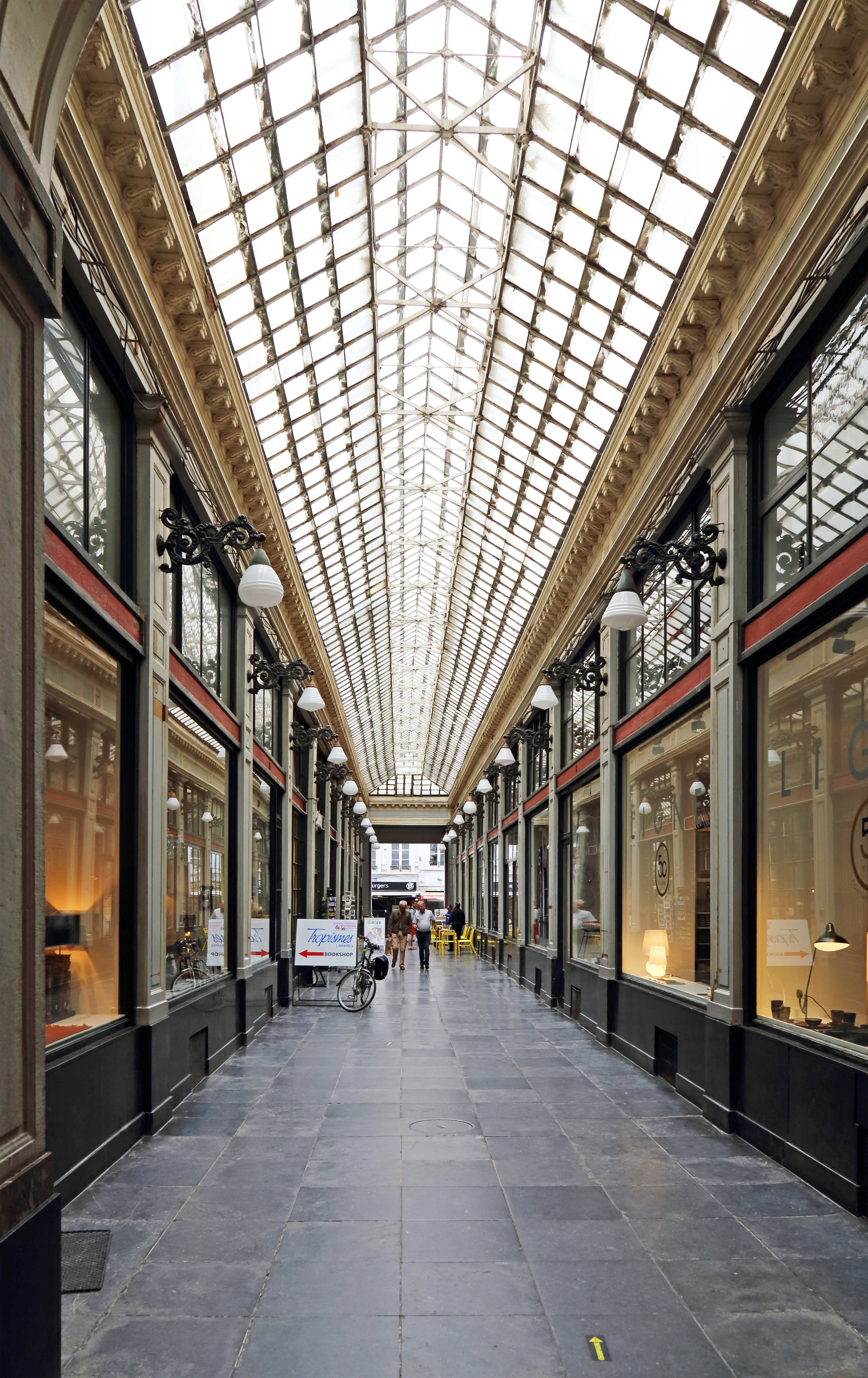
Невеличка частина Галереї королеви
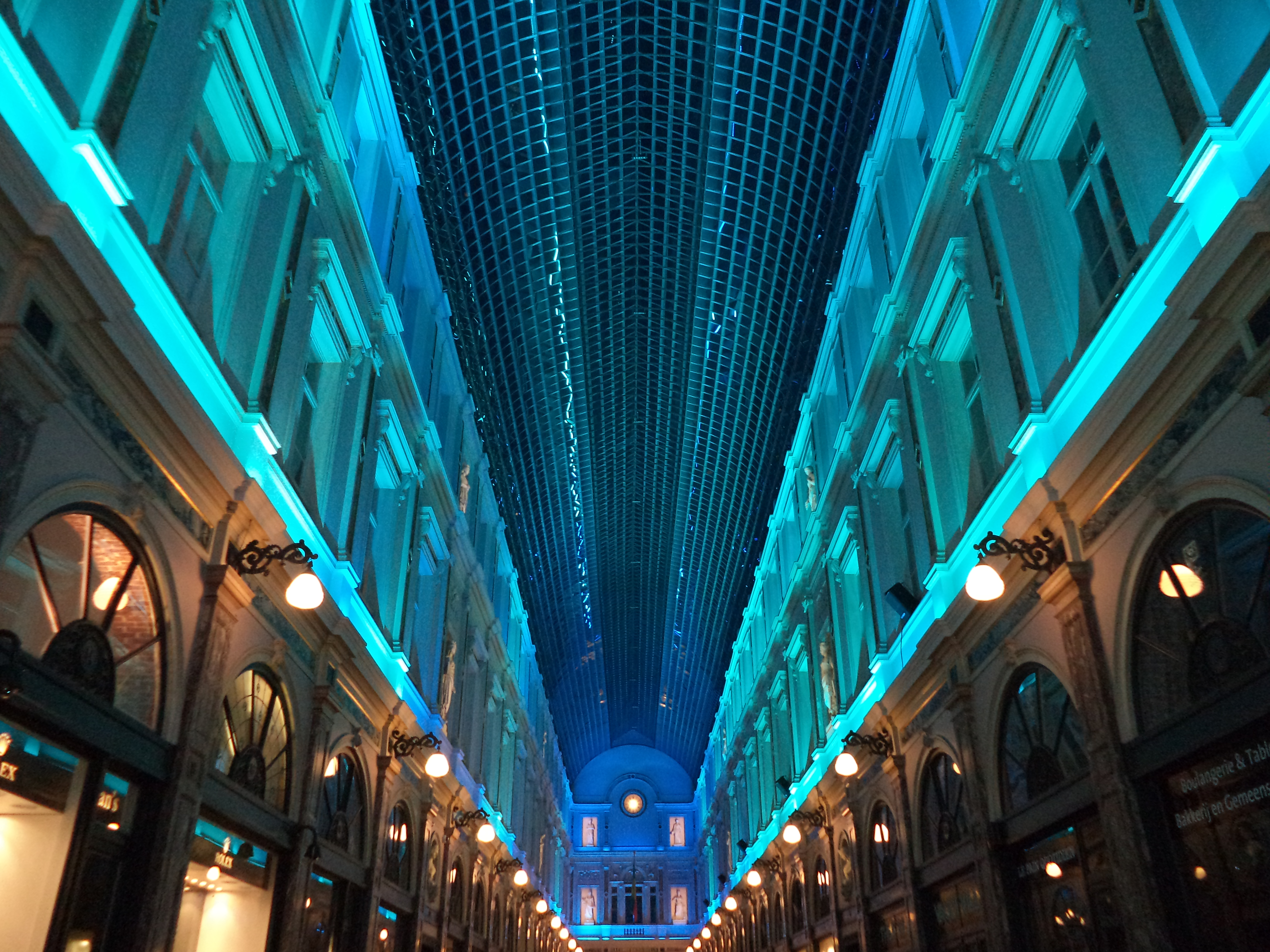
Світлове шоу, організоване до 170-річчя галереї